# مهرجان المانجو (جازان)
مهرجان المانجو والفواكه الاستوائية ويُعرف اختصاراً باسم مهرجان المانجو هو مهرجان سياحي يقام في منطقة جازان الواقعة جنوب غربي السعودية، وهو يختص بشكل أساسي بعرض أصناف مختلفة من المانجو بشكل أساسي إلى جانب عدد من الفواكه الاستوائية وأبرزها التين والبابايا والجوافة والموز التي تنبت في المنطقة. كما يتخلل المهرجان عدد من الفعاليات المصاحبة.

## نبذة
يقام المهرجان بشكل سنوي، وعادة ما يتم ذلك في «كادي مول» بمدينة جازان، وقد بدأت أول نسخة من المهرجان سنة 1426 هـ الموافق لسنة 2005. هناك العديد من أصناف المانجو التي تتم زراعتها في المنطقة من أبرزها التومي والجل الجلين والزبدة وأبو سناره والكنت والكيت والبلمر والسنسيشن، وكانت قد بدأت المنطقة بزراعة المانجو بشكل رسمي منذ سنة 1982 عندما قامت وزارة الزراعة ممثلة بمركز الأبحاث الزراعية بالمنطقة في إدخال بعض أصناف المانجو من الدول التي اشتهرت بزراعة المانجو ومن أبرزها مصر والسودان والهند وكينيا وأمريكا وأستراليا، وقد أثبتت التجربة نجاحها. من أبرز محافظات المنطقة التي تشتهر بزراعة المانجو كل من بيش وصبيا وأبو عريش، وتختلف فترة إنتاج المزارع للمانجو، إذ يبدأ عادة من شهر مارس ويستمر إلى شهر يوليو وذلك حسب طبيعة كل صنف.